# Олишівський заказник
Оли́шівський заказник — ботанічний заказник місцевого значення в Україні. Розташований у межах Чернігівського району Чернігівської області, на північний схід від села Олишівка. 
Площа 31,1 га. Статус присвоєно згідно з рішенням Чернігівської обласної ради від 11.04.2000 року. Перебуває у віданні ДП «Чернігівське лісове господарство» (Олишівське л-во, кв. 4, вид. 1; кв. 9, вид. 18; кв. 10, вид. 1, 14, 23; кв. 17, вид. 6). 
Статус присвоєно для збереження кількох частин лісового масиву з високопродуктивними насадженнями дуба.